# کایایی
کایایی (به لاتین: Kaiai) یک منطقهٔ مسکونی در گامبیا است که در Central River Division واقع شده‌است. کایایی ۸۱۶ نفر جمعیت دارد.